# Ranunculus shaftoanus
Ranunculus shaftoanus là một loài thực vật có hoa trong họ Mao lương. Loài này được (Aitch. & Hemsl.) Boiss. miêu tả khoa học đầu tiên năm 1888.